# Silaus banaticus
Silaus banaticus är en flockblommig växtart som beskrevs av Vincze von Borbás. Silaus banaticus ingår i släktet Silaus och familjen flockblommiga växter. Inga underarter finns listade i Catalogue of Life.